# John Buehrens
John A. Buehrens (* 29. Juni 1947) ist ein US-amerikanischer Pastor der Unitarian Universalist Association und Autor.
Buehrens studierte am Harvard College und an der Harvard Divinity School.
1993 wurde Buehrens zum Präsidenten der Unitarian Universalist Association (UUA) in den Vereinigten Staaten gewählt und blieb Präsident der UUA bis 2001. Als Pastor diente er in Needham, Massachusetts. Nach seiner Ordination 1973 diente er in Kirchgemeinden in Tennessee, Texas und New York City. Er schrieb mehrere Bücher. 

## Schriften
- The uses of memory (Voices of liberal religion). Rising Press, 1992.
- mit Forrest Church: A Chosen Faith. An Introduction to Unitarian Universalism. Beacon Press, 1998, ISBN 0-8070-1617-9.
- The Unitarian Universalist Pocket Guide. 3. Ausgabe. Skinner House Books, 1999, ISBN 155896388X.
- Understanding the Bible: An Introduction for Skeptics, Seekers, and Religious Liberals. Beacon Press, 2003, ISBN 0-8070-1053-7.